# Sauwerd
Sauwerd (Gronings Saauwerd) ist ein Dorf in der Gemeinde Het Hogeland in der niederländischen Provinz Groningen.

## Geschichte
Das Dorf wurde vermutlich 500–300 v. Chr. um eine Wierde herum gebaut, der das Dorf auch seinen Namen verdankt (vermutl. Sadewert, von Grassode und Wierde). Der Ort zählt heute ungefähr 1.100 Einwohner. Bis zur Gemeindereform 1990 gehörte Sauwerd zur ehemaligen Gemeinde Adorp. Das Rathaus von Adorp befand sich auch in Sauwerd. Am westlichen Ortsrand von Sauwerd stand im Mittelalter die mächtige Onstaborg, ein burgähnliches Anwesen, welches später nach Zerstörung durch einen Neubau gleichen Namens im 1.400 Meter entfernten Weiler Wetsinge ersetzt wurde. Im Jahre 1800 wurde die Onstaborg „auf Abbruch“ (d. h. zum Abbruch zwecks Wiederverwendung des noch brauchbaren Baumaterials) verkauft.

## Kirche

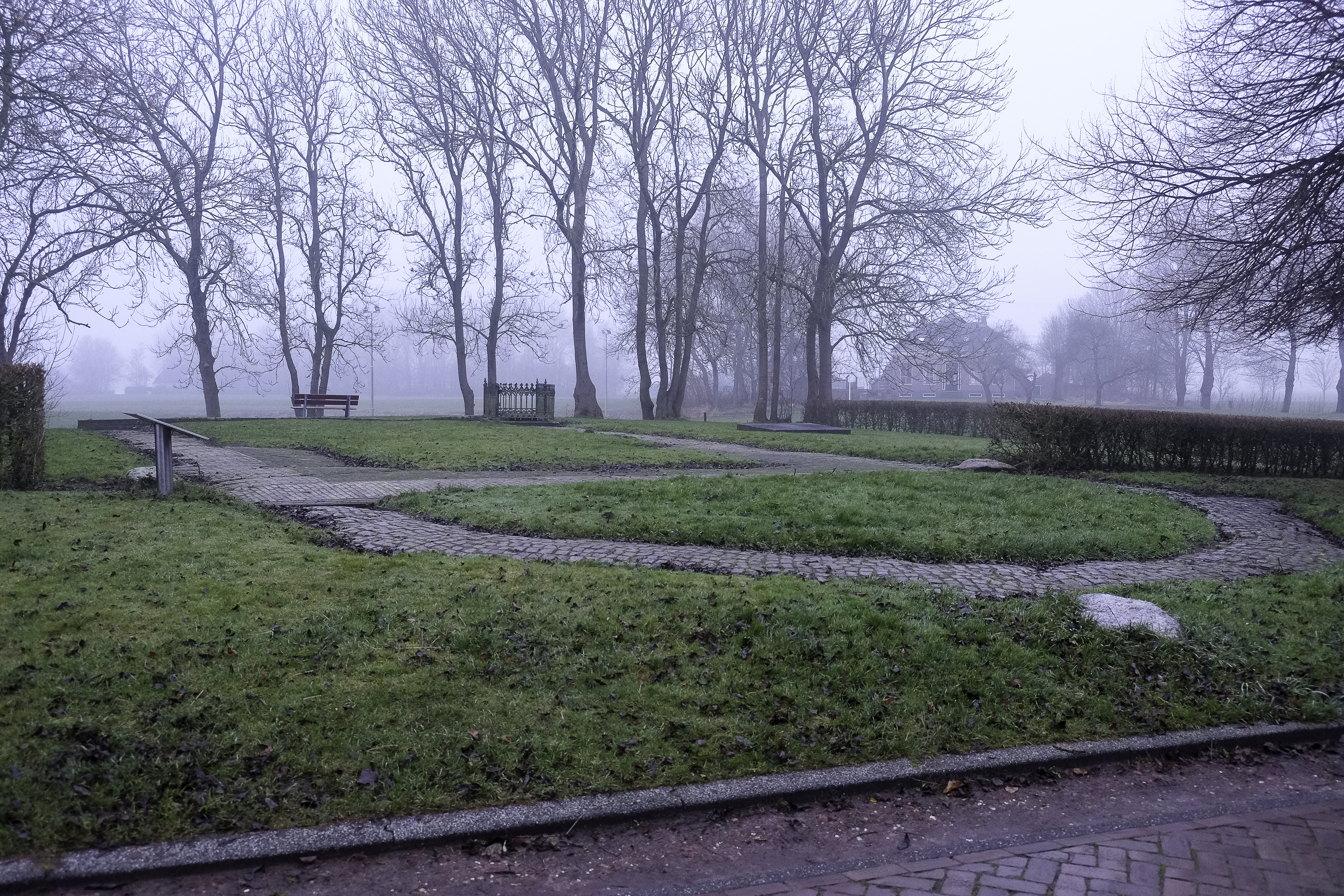
Umrisse der ehemaligen Sauwerder Kirche

Die Ergebnisse archäologischer Ausgrabungen im Jahr 1982 zeigten, dass ein erstes Kirchgebäude bereits Ende des 12. Jahrhunderts aus einer Saalkirche mit einem angebauten, verengten Chor bestand. Mitte des 13. Jahrhunderts wurde diese Kirche abgerissen und eine ähnlich große romano-gotische Kirche, noch ohne Chor, errichtet. Im 14. oder 15. Jahrhundert wurde ein spätgotischer, dreiseitiger Chor, gestützt durch Pfeiler, angebaut. Im Jahre 1840 wurde das Kirchengebäude, zusammen mit der Kirche des benachbarten Wetsinge, wegen Baufälligkeit abgerissen. Beide Dörfer erhielten eine gemeinsame neue Kirche, die zwischen den beiden Orten ihren Platz fand.
1859 wurde eine Kirche der Christelijke Afgescheiden Gemeenten errichtet. Nach der Fusion mit der Niederdeutsch Reformierte Kirche 1897 zur gereformeerde Kerk wurde diese 1889 durch die heutige reformierte Kirche ersetzt. 1945 entstand durch eine Spaltung die gereformeerde Kerk, deren Mitglieder sich bis 1950 immer in einer Garage versammelten. Erst danach konnte eine Kirche bezogen werden (Kromme Elleboog 3). 1983 wurde dieses Gebäude für ein zur Kirche umgebautes Pflegezentrum (Oude Winsumerstraatweg 7) getauscht. Die alte Kirche wurde zu einem Wohnhaus umgebaut. Siehe auch Liste der niederländischen reformierten Kirchen.

## Öffentliche Verkehrsmittel

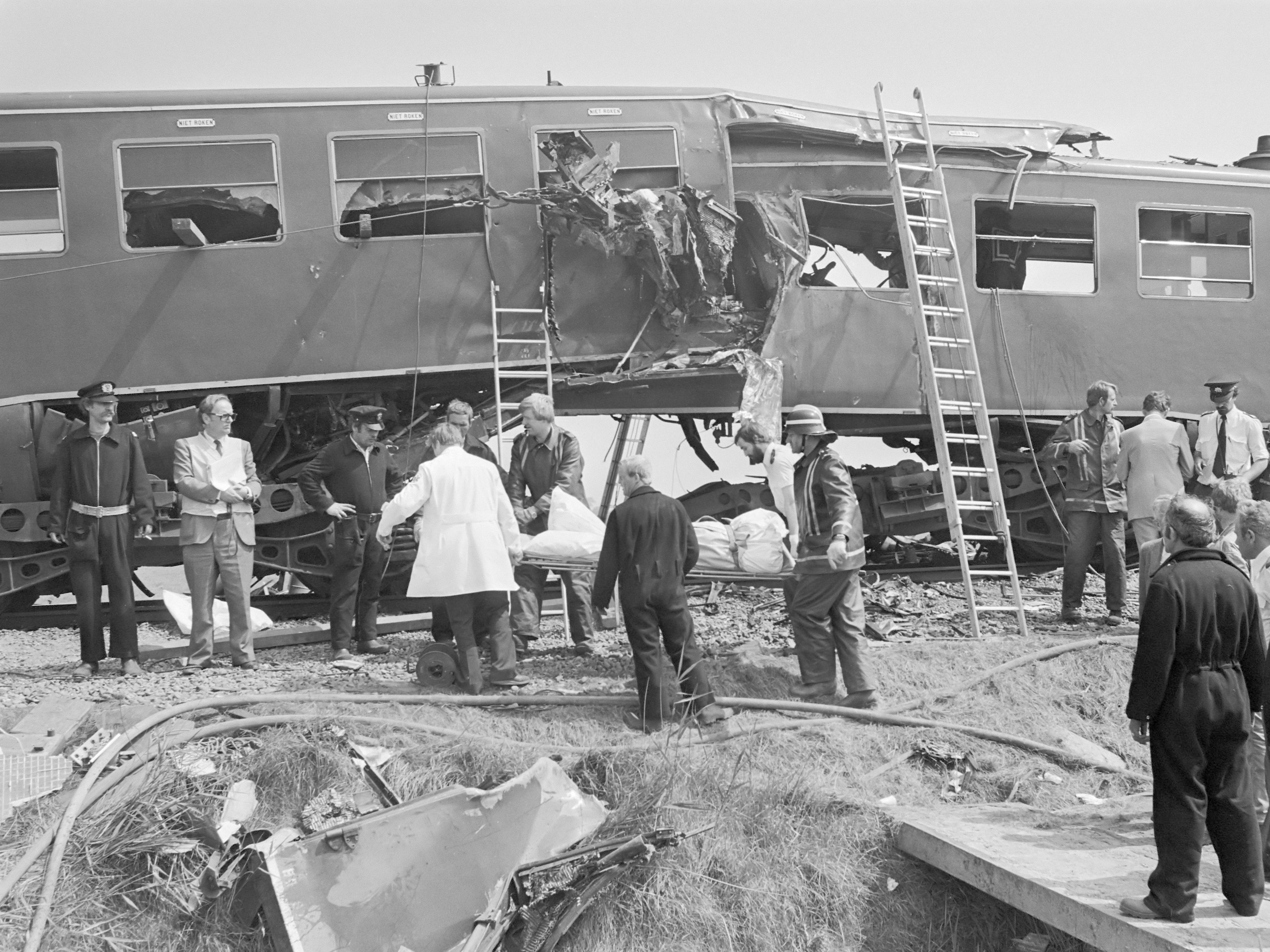
Eisenbahnunglück bei Sauwerd (1980)

Sauwerd liegt an den Bahnstrecken  Groningen – Delfzijl und Sauwerd – Roodeschool. Diese Eisenbahnlinien teilen sich in der Nähe des Dorfes. 2003 erfolgte zwischen dem Bahnhof Groningen Noord und dem Bahnhof Sauwerd der Bau eines zweiten Gleises. Zuvor war dieser Abschnitt einer der meistbefahrenen eingleisigen Strecken der Niederlande.
Ein früheres Bahnhofsgebäude wurde 1975 abgerissen. Der heutige Bahnhof besteht nur aus einem Wartehäuschen, Fahrkartenautomat und Bänken.
Am 25. Juli 1980 fuhren südlich der Ortsgrenze Winsums zwei Personenzüge aufeinander. Der auffahrende Zug hatte Sauwerd kurz zuvor verlassen. Dieses Unglück riss neun Menschen in den Tod und verletzte 21 Menschen. Als Ursache wird ein menschlicher Kommunikationsfehler vermutet.
Durch Sauwerd fahren zwei Buslinien.

## Jachthafen
Am Sauwerdermaar liegt ein kleiner Bootshafen mit Liegeplätzen für kleine Jachten und Motorboote. Von hier aus kann man den Fluss Reitdiep befahren.

## Sport
Sauwerd besitzt ein Sportzentrum De Lange Twee, in welchem mehrere Sportarten ihren Platz finden:
- Der Fußballverein Sauwerd. Mit dem Namen VV SIOS, eine Abkürzung für Succes Is Ons Streven (Erfolg ist unser Streben).
- Der Tennisverein Onstaborg. Er verfügt über zwei beleuchtete Sandplätze, eine Betonpiste und ein eigenes Clubhaus auf dem Sportkomplex.
- Der Volleyballverein DOS.
- Der Eissportverein Nooitgedacht. Er besitzt eine Natureisbahn an der abgegrabenen Warft.
- die Laufsportgruppe RaitdaipRunners. Sie hat ihren großen Tag jeden ersten Samstag im April. Dann werden im Tal der Reitdiep Strecken zwischen 5 und 10 Kilometern gelaufen. Der Zieleinlauf ist im Dorf.
- Im Weiteren wird im Sportzentrum noch Gymnastik, Turnen, Karate und auch Bowls (niederländisch: Koersbal) angeboten.

## Geboren in Sauwerd
- Simon Klaas Kuipers (27. September 1943), Rector Magnificus der Reichsuniversität Groningen 1991–1994[4]
- Minne Veldman (8. Februar 1980), Musiker und Komponist.
- Ranomi Kromowidjojo (20. August 1990), Freistilschwimmerin.

## Literatur

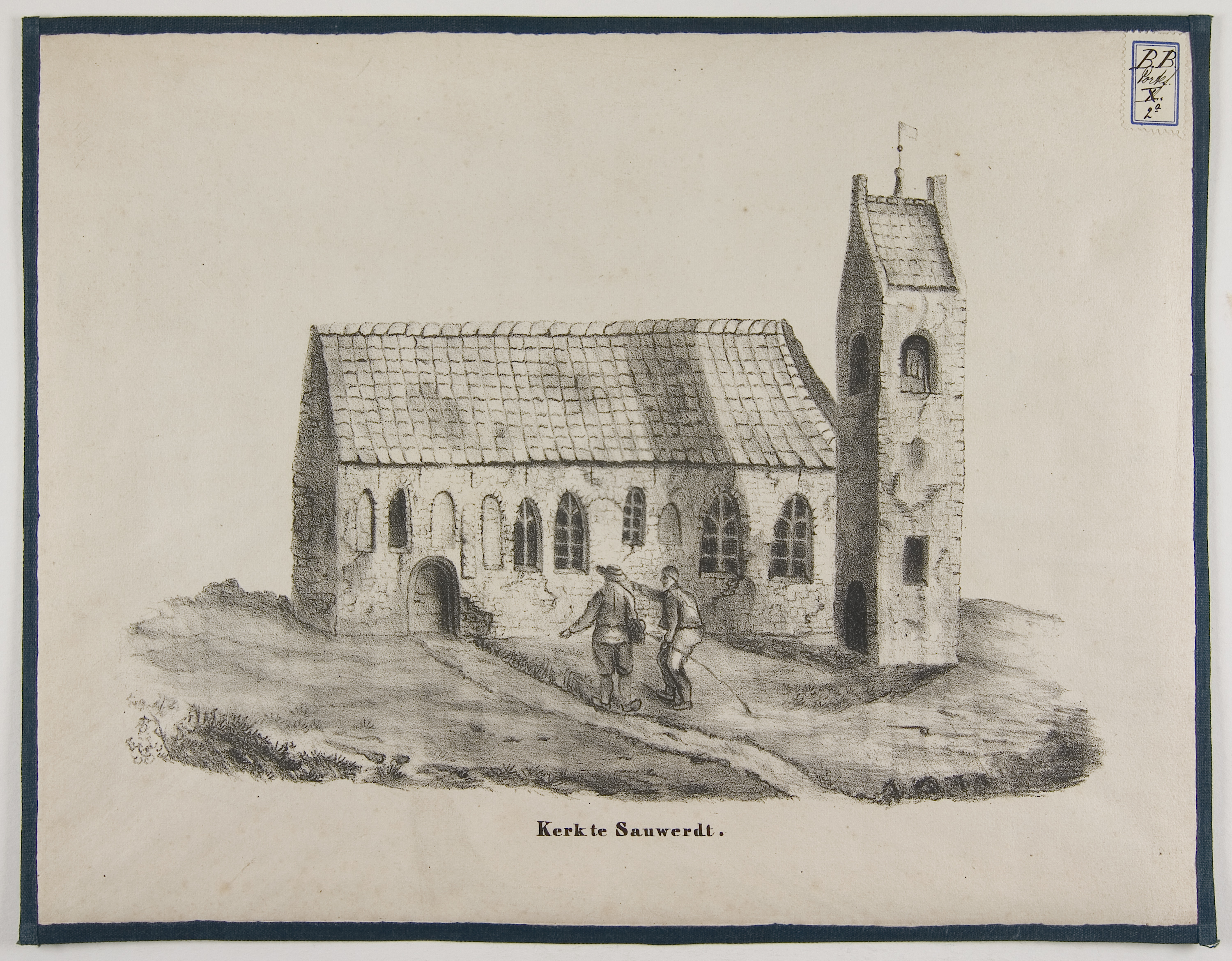
Die 1840 abgebrochene Kirche von Sauwerd auf einer alten Lithographie aus dem gleichen Jahr.
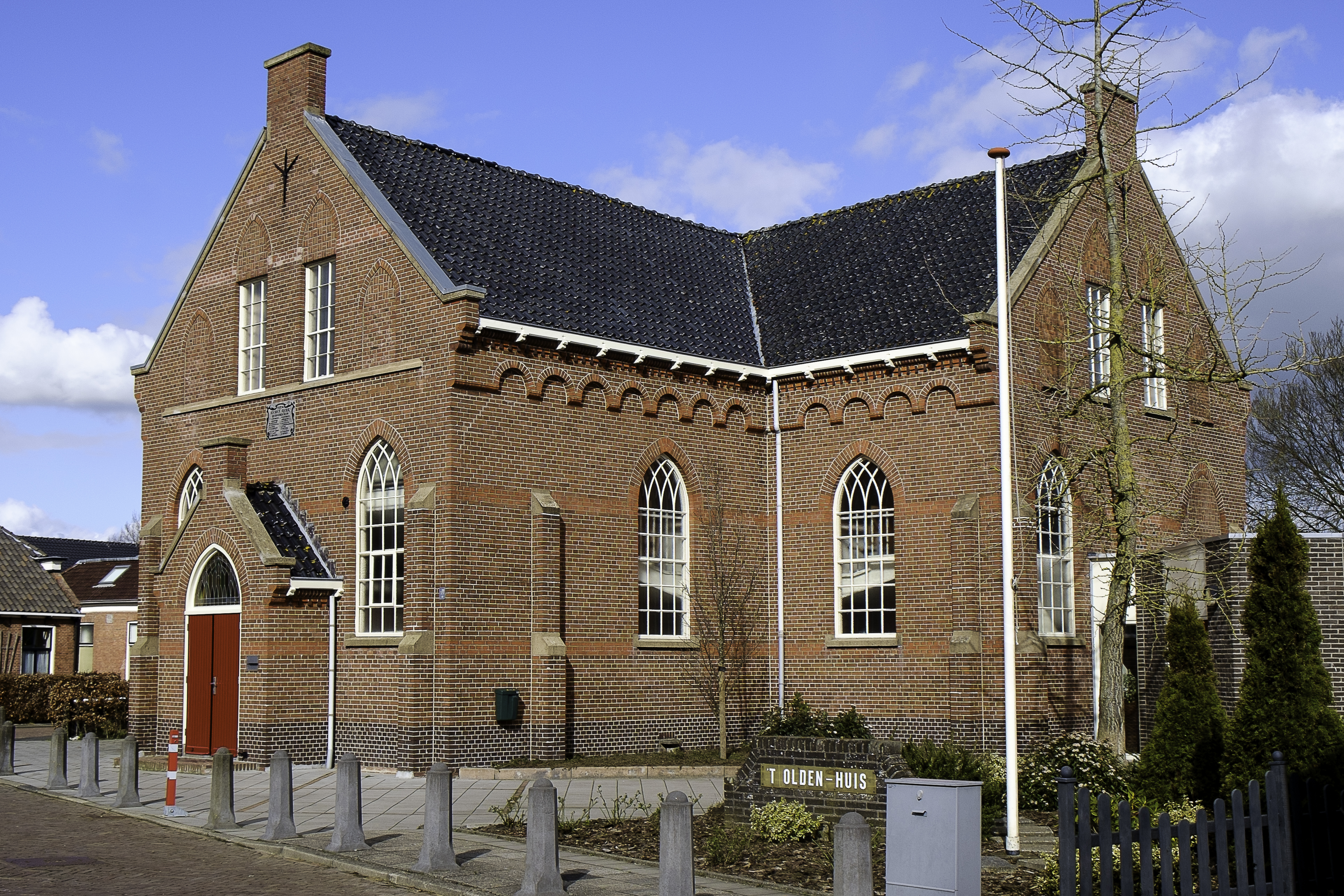
Gereformeerde Kerk von 1898
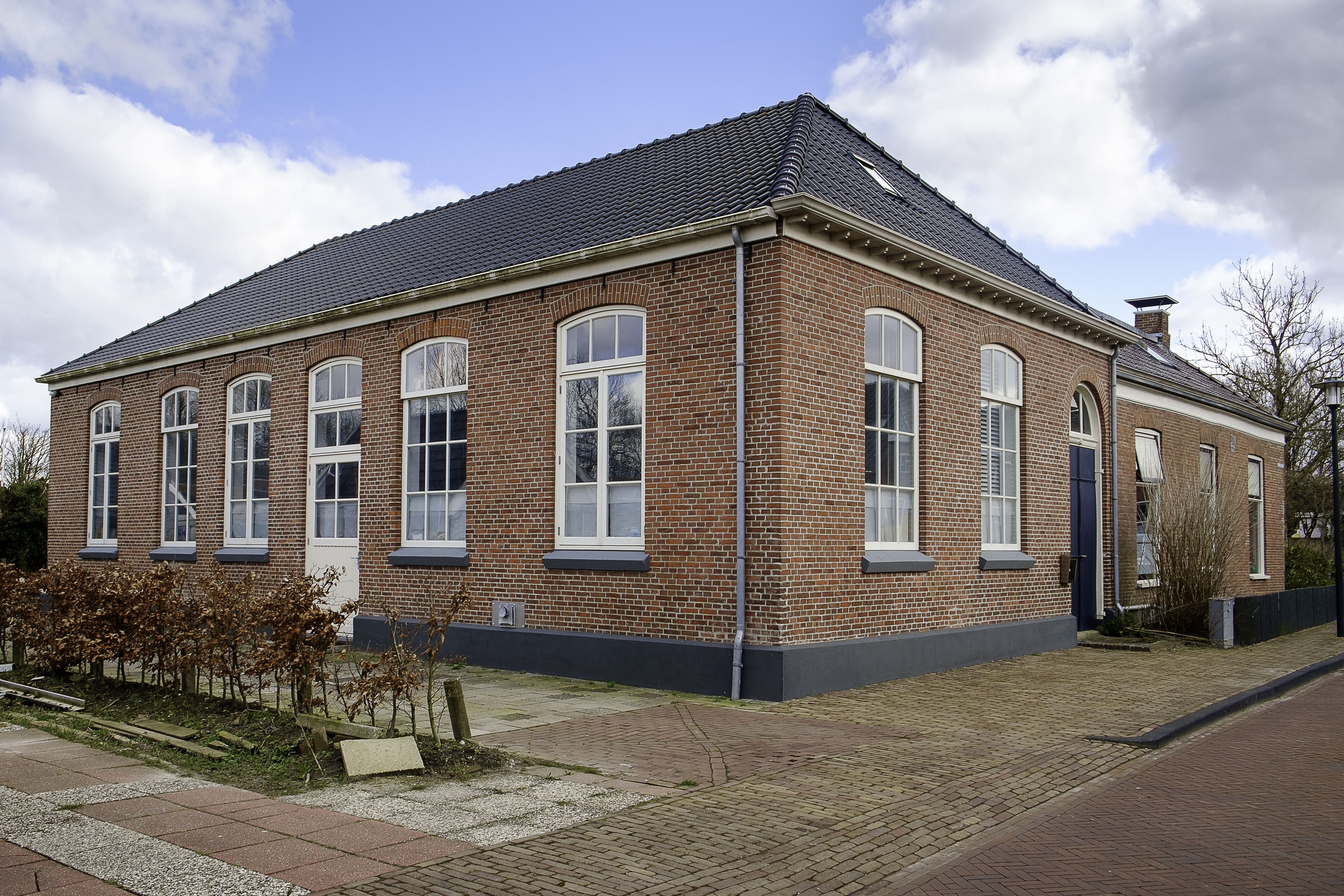
Ehemalige christliche Grundschule (Haupthaus) von 1888